# Хьюз Холл (Кембридж)
Хьюз Холл (англ. Hughes Hall) — один из колледжей Кембриджского университета. Это самый старый из четырёх колледжей, где к обучению допускаются только взрослые студенты (от 21 года). Большинство студентов получают послевузовского профессионального образования, пятая часть от всего числа посещают программы бакалавриата.
Хьюз Холл был основан в XIX веке как Кембриджский учебный колледж для женщин (англ. Cambridge Training College for Women Teachers), предназначенный для обучения женщин-преподавателей. Сейчас в колледже обучаются и работают как женщины, так и мужчины. Колледж занимает несколько зданий постройки XIX и XX веков в непосредственной близости от самого университета (через поле для крикета).
Девиз Disce ut Servias (англ. Learn in order to serve) буквально переводится как Учитесь, чтобы служить.

## История
В 1878 году в Кембриджском университете был создан Синдикат подготовки учителей (англ. Teachers' Training Syndicate), целью которого была разработка учебной программы для студентов, намеревающихся стать преподавателями. В результате в 1885 году колледж для женщин-аспирантов Хью Холл открыл свои двери для 14 первых студенток.
Полное членство в университете было признано в 1947 году, а в 1949 году колледж был официально признан учреждением Кембриджа и был переименован в Хьюз Холл, в честь своего первого главы Элизабет Хьюз (англ. Elizabeth Phillips Hughes). Но полный статус колледжа и королевскую хартию Хьюз Холл получил только в 2006 году, спустя 121 год после основания.
В 1973 году были приняты первые студенты-мужчины, Хьюз Холл стал первым среди женских колледжей, трансформировавшихся в смешанный.

## Президенты колледжа
До 1973 года должность главы колледжа была Директор (англ. Principal), после — Президент (англ. President).
- 1885—1899: Элизабет Хьюз (англ. Elizabeth Hughes)
- 1899—1902: Маргарет Паннет (англ. Margaret Punnett)
- 1902—1908: Хелена Пауэлл (англ. Helena Powell)
- 1908—1933: Мэри Хэй Вуд (англ. Mary Hay Wood)
- 1933—1945: Генриетта Дент (англ. Henriette Dent)
- 1945—1953: Маргарита Верини (англ. Marguerite Verini)
- 1953—1973: Маргарет Вилеман (англ. Margaret Wileman)
- 1973—1978: Дезмонд Ли (англ. Desmond Lee)[6]
- 1978—1984: Ричард Д’Аэт (англ. Richard D'Aeth)
- 1984—1989: Бэзил Хербертсон (англ. Basil Herbertson)
- 1989—1993: Дезмонд Хокинс (англ. Desmond Hawkins)
- 1993—1998: Джон Дингл (англ. John Dingle)
- 1998—2006: Питер Ричардс (англ. Peter Richards)
- 2006—2014: Сара Сквайр (англ. Sarah Squire)
- 2014: Энтони Фрилин (англ. Anthony Freeling)

## Почетные стипендиаты Колледжа Хьюз Холл
- Лэйн, Клеои, британская джазовая певица и актриса
- Мэнсфилд, Питер, британский физик, лауреат Нобелевской премии в области медицины 2003 года

## Выпускники
- Элисон Аттли (1884—1976), английская писательница
- Роксана Сабери (р. 1977), американо-иранская журналистка
- Том Рэнсли (р. 1985), британский гребец, чемпион Олимпийских игр

- Колледж Хьюз Холл
- План-схема
- Вид с парковки
- Вид на парковку
- Корпус им. Маргарет Вилеман зимой
- Корпус им. Маргарет Вилеман